# 니시시카타촌
니시시카타촌(西志方村)은 일본 효고현 인나미군에 설치되었던 촌이다. 현재의 가코가와시의 일부에 해당한다.